# 현동 (창원시)
현동(縣洞)은 대한민국 경상남도 창원시 마산합포구에 있는 행정동 및 법정동이다. 과거에는 전체 면적의 90%가 그린벨트 지역이었으나 LH가 시행하는 현동보금자리주택지구 조성에 따라 그린벨트가 해제되었다. 8개의 자연발생 농어촌 마을이 있다. 교통편은 서부경남에서 창원도심 진입 관문인 현동교차로와 동부경남지역인 진해와 부산으로 이어지는 마창대교가 개통되어  교통의 중심지로 발전하고 있다. 인근 덕동동에는 하수종말폐기장과 폐기물 매립장이 있다.

## 개요
창원시의 서남단에 위치하며, 시의 중심지로부터 7.5km 떨어져 있다. 본래 합포현의 현동리로서, 1914년 행정구역 통합에 따라 창원군 구산면에 편입 되었다가 1973년 마산시에 편입되는 동시에 리에서 동으로 되었다. 산업은 경남지능형홈산업 도시첨단산업단지가 개발되고 있다. 이곳에 덴소코리아 일렉트로닉스가 입주해 있다. 농업으로서도 산업활동이 활발하다. 비닐하우스에 의한 고등 채소의 재배가 성하며, 덕동리를 중심으로 하는 해안에서는 홍합의 양식도 성하다. 원래는 농어촌 마을 성격이 강했고 구산면과 경계하고 있어 옛 마산 도심의 외곽지역으로 유명했으나, 2012년부터 현동보금자리주택지구 조성으로 대규모 택지개발이 진행됨에 따라 도시화되어가고 있다. 임대아파트와 일반분양아파트들이 많이 들어설 예정이며 오는 2015년부터 현동에 대규모 아파트들이 입주를 시작하게 된다. 취락은 청량산(323m)과 당마산(218m)간의 하곡에 따라 발달해 있다.

## 법정동
- 예곡동(禮谷洞)
- 우산동(牛山洞)
- 현동(縣洞)
- 덕동동(德東洞)

## 교육
- 현동초등학교
- 구산중학교